# Rather Mühle

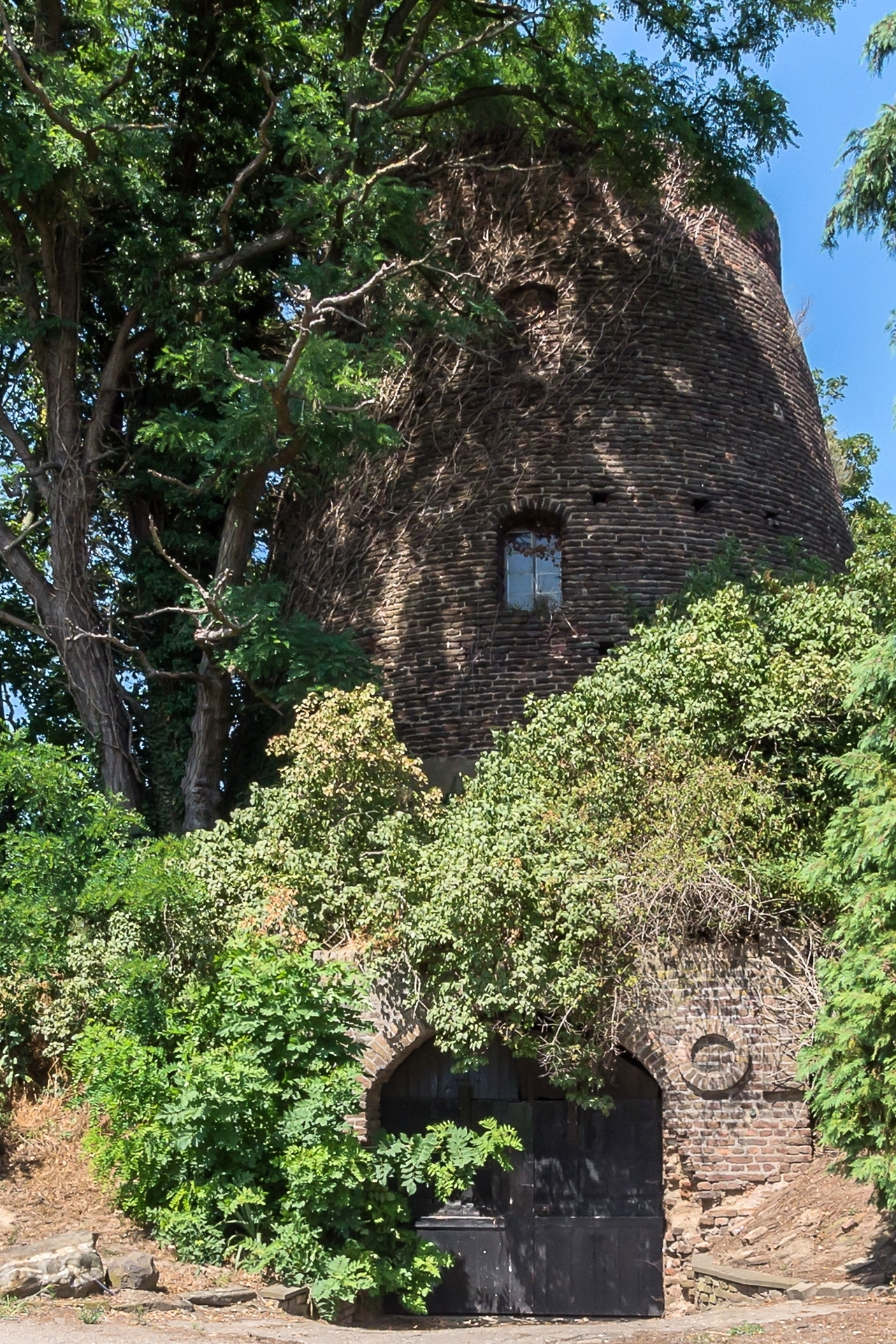
Rather Mühle

Die Rather Mühle ist eine ehemalige Windmühle im Stadtteil Rath der Stadt Bedburg im Rhein-Erft-Kreis in Nordrhein-Westfalen.

## Geschichte
Laut einer Familienüberlieferung wurde die Rather Mühle 1804 von den Vorfahren des Rather Müllers Johann Neunzig als Turmwindmühle in Backsteinbauweise errichtet. Nachdem im August 1914 die Mühlenflügel durch einen Blitzschlag zerstört worden waren, wurde die Mühle im selben Jahr stillgelegt.
Seit 2005 wird der Mühlenturm als Lager genutzt. Die Holzböden sind noch original erhalten, jedoch wurde die ursprüngliche Einrichtung entfernt.

## Beschreibung
Die heutige Rather Mühle ist nur teilweise erhalten geblieben. Nicht mehr vorhanden sind der Mühlenkopf sowie die Flügel. Der Mühlenstumpf, welcher auf einem kleinen Hügel liegt, erweitert sich nach unten hin und ist am Fuß mit einem kleinen Vorbau versehen. Die kleinen Fensteröffnungen des Mühlenstumpfes haben Stichbogenform und sind dreigeschossig übereinander angeordnet. Neben der Mühle befindet sich ein kleiner Vierkanthof mit eingeschossigem Wohnhaus und Wirtschaftsgebäuden verschiedener Bauzeiten in Backsteinbauweise.

## Denkmalschutz
Die Rather Mühle ist unter der Nummer 68 in der Liste der Baudenkmäler in Bedburg verzeichnet.